# Șura Mare
Șura Mare é uma comuna romena localizada no distrito de Sibiu, na região histórica da Transilvânia. A comuna possui uma área de 74.85 km² e sua população era de 3616 habitantes segundo o censo de 2007.